# Llac amb arbres morts
Llac amb arbres morts, el títol original en anglès de la qual és Lake with dead Trees, és una obra de la primera etapa de Thomas Cole, pintor estatunidenc d'origen britànic, considerat l'iniciador de l'Escola del Riu Hudson.

## Introducció
Aquest llenç es basa en esbossos que Cole va realitzar, a finals d'estiu de l'any 1825, a indrets de les Catskill Mountains, amb el mecenatge de George Washington Bruen. Cole va viatjar pel riu Hudson, desembarcant a West Point (Nova York). Aquests esbossos li van servir de base per a un conjunt de tres pintures de paisatge, sovint considerades l'inici de l'Escola del Riu Hudson. Un dibuix a llapis (ara al Detroit Institute of Arts), fet en aquella ocasió, és conegut amb el títol de "llac dels arbres morts", i és una composició simplificada del present quadre, amb anotacions de llum i de color. En el llenç actual, Cole enriqueix l'esmentat dibuix amb els arbres del primer pla de l'esquerra, amb els dos uapitís fugint, i amb el Sol en la distància. Aquests elements donen joc a diverses lectures literàries i religioses, la qual cosa anticipa els posteriors paisatges al·legòrics de Cole.

## Anàlisi de l'obra
Aquest llenç exemplifica els trets estilístics típics de l'escola del riu Hudson. L'espectador es fixa en un primer moment en els arbres de la part esquerra, i després en els de la vora del llac, esquelètics, sense fulles ni escorça. Els arbres de la part esquerra encarnen la mort, tot i que estan envoltats de vida, i mostren la seva fusta, que brilla blanquejada pel sol, en tons de groc pàl·lid, blanc i gris. Les úniques zones fosques són les ombres causades per la llum de la part superior dreta. Tanmateix, els arbres morts voregen l'aigua i gaudeixen de la llum del Sol, la qual cosa dona lloc a un sòl ric en nutrients per a la vegetació circumdant.
A mesura que la mirada de l'espectador es mou vers el costat dret de la pintura i vers el celatge, els sentiments canvien. Els arbres morts es tornen més petits, s'esvaeixen, i donen pas als arbres vius, a una nova vida. Al mateix temps, el celatge esdevé més amable, amb un nou tipus de llum. Cadascuna d'aquestes transicions es realitza de forma suau i natural, llevat del detall dels dos cérvols que creuen l'escena. Aquesta parella de uapitís sembla més aviat artificiosa, mancada de la fluïdesa mostrada en la resta del llenç.